# Haskovići
Haskovići su naseljeno mjesto u općini Čajniču, Republika Srpska, BiH. Nalaze na istočnoj obali rječice Batovke.
Godine 1985. pripojeni su naselju Avliji (Sl. list SRBiH 24/85).

## Stanovništvo
| Narod     | Popis 1961. | Popis 1971. | Popis 1981. |
| --------- | ----------- | ----------- | ----------- |
| Hrvati    |             |             |             |
| Muslimani | 51          | 65          | 53          |
| Srbi      |             |             |             |
| ostali    | 1           | 1           |             |
| Ukupno    | 52          | 66          | 53          |